# Ist
Pour les articles homonymes, voir IST.
Ist est une île croate de la mer Adriatique. Elle se situe au large de la cote Dalmatie, entre les îles Škarda et Molat. La ville la plus proche de l'île est Zadar. Les principales activités économiques de l'île sont l'agriculture, la pêche et le tourisme.